# Sant'Angelo in Trigillo
Sant'Angelo in Trigillo, frazione del Comune di Leonessa, posta al margine sud del pian di Chiavano, e precisamente lungo le pendici del "Monte di Campenaso", appartiene al Sesto di Terzone e dista circa 11,80 km dal capoluogo.

## Origini del nome
Il nome di Sant'Angelo in Trigillo o più brevemente Sant'Angelo, come riportato nei documenti ufficiali, deriva dal "Titolo" della Parrocchiale, "Titolo" che indica in Trigillo il nome dell'antico villaggio o del luogo ove attualmente sorge la Chiesa.
Il vocabolo Trigillo, citato in antiche testimonianze scritte, come Tregullo o Tregile, ci rimanda al toponimo Trivile, mantenuto vivo dalla tradizione locale, il quale è sicuramente alla base dei nomi sopra riportati.
Sono state avanzate due ipotesi sull'etimo di quest'ultimo toponimo: nella prima, il nome è riferito ad una località situata in un trivio (tre strade) ove sicuramente vi era un'area o una edicola dedicata alla Dea Diana (Trivia) e sul cui sito successivamente è stata edificata la Chiesa; la seconda ipotesi è che Trivile altro non sia che l'indicazione di tre villaggi, dove "vile" sta per villa, antico vicus, ovvero un insieme di case rurali, preceduto da "tri" ossia tre. Questa seconda ipotesi è avvalorata anche dalla "tradizione popolare" la quale nel dare una spiegazione alla parola Trigillo, sostiene che questa derivi dai "tre gigli" che rappresentavano i rispettivi agglomerati di case che nell'insieme formavano l'antico villaggio.
Probabile la coesistenza delle due ipotesi, poiché in tal caso le strade che si sarebbero diramate dal trivio, avrebbero condotto ai tre "vicus".

## Storia
Tre erano le chiese di questa frazione: l'unica superstite dopo il terremoto del 14 gennaio 1703 è la parrocchiale attuale, dedicata a San Michele Arcangelo, tutta sola poco fuori dell'abitato, mentre andarono distrutte le antiche chiese della Madonna del Giglio e di San Silvestro. Di un certo interesse è una piccola statua di legno messa ad oro, raffigurante la Madonna del Giglio e proveniente dalla chiesa omonima (sec. XVII) (dalla Guida di Leonessa).

## Amministrazione
Attraverso l'Università agraria o Sestiere, la frazione gode di autonomia per l'amministrazione separata dei beni di uso civico.
L'Università Agraria di Sant'Angelo fa parte della Comunità Montana Montepiano Reatino. 